# Германіс Матісонс
Германіс Матісонс (латв. Hermanis Matisons) (28 грудня 1894 – 16 листопада 1932) — латвійський шахіст, перший латвійський шаховий гросмейстер (1924).

## Біографія

### Перші кроки у шахах
Народився у Ризі в родині Карла і Ліни Матісон. Навчався у Ризькій гімназії, але у 1910 році був змушений припинити навчання через смерть батька.
У 1911 році Маттісонс склав свій перший шаховий етюд та здобув першу перемогу у гімназичному турнірі. У 1913 році він вступив до Ризького шахового товариства та 25 грудня того ж року виграв в кубинського шахіста Хосе Рауля Капабланки, який давав у Ризі сеанс одночасної гри.
На турнірі Ризького шахового товариства 1915 року Матісонс посів 1-ше місце та став одним з найсильніших шахістів Риги.

### Перша світова війна
Влітку 1916 року Матісонс був призваний в армію. З листопада 1916  по січень 1917 брав участь в боях під Ригою. 23 січня 1917 року отримав поранення та лікувався у Петроградському шпиталі. Після одужання деякий час мешкав у Москві.

### Повернення до Латвії
У першій половині 1920 року повернувся до Латвії та з 1921 року брав активну участь у шаховому житті: грав у різноманітних турнірах, давав сеанси одночасної гри, вів шахові рубрики в газетах та журналах. У 1923 році виграв ІІ чемпіонат Ризького шахового товариства.
У 1924 році Матісонс переміг на І Латвійському шаховому турнірі та став першим латвійським майстром шахів.

### На міжнародній арені
Також у 1924 році Матісонс став чемпіоном світу серед любителів на олімпійському шаховому турнірі в Парижі. 
У 1925 році Матісонс перемагає на ХХ шаховому конгресі у Бромлі (Англія). 
Протягом 1925-1926 років зазнав невдач на турнірах у Дебрецені та Будапешті (Угорщина). Та у 1926 році виграв турнір у Бардіїві (Чехословаччина). 
У тому ж році він посів 2-ге місце на турнірі у Кенігсберзі (Німеччина).
У 1928 році посів 3-тє місце на ІІ Чемпіонаті світу серед аматорів у Гаазі (Нідерланди).
У 1929 році брав участь у міжнародному турнірі у Карлсбаді (Карлові Вари, Чехословаччина), де грав із Савелієм Тартаковером, Акібою Рубінштейном, Міланом Відмаром. 
Через хворобу на туберкульоз, Матісонс пропустив шахову олімпіаду 1930 року  у Гамбурзі (Німеччина). Та у 1931 році на шаховій олімпіаді у Празі (Чехословаччина) переміг тогочасного чемпіона світу Олександра Альохіна. 

### Смерть
Восени 1932 року стан здоров’я Матісонса  різко погіршився та 16 листопада 1932 року він помер у 1-й лікарні міста Рига.

## Спадщина шахіста
Германіс Матісонс вважається майстром з етюдної композиції. Його шістдесят ендшпільних досліджень були зібрані у книзі Mattison`s Chess Endgame Studies, яка вийшла друком у 1987 році. 